# Cockfield (Durham)
Cockfield is een civil parish in het bestuurlijke gebied Durham, in het Engelse graafschap Durham.

## Geboren
- Jeremiah Dixon (1733-1779), landmeter en astronoom